# Cordicollis
Cordicollis es un género de coleóptero de la familia Anthicidae.

## Especies
Las especies de este género son:
- Cordicollis baicalicus
- Cordicollis caucasicus
- Cordicollis claviger
- Cordicollis gracilior
- Cordicollis gracilis
- Cordicollis instabilis
  - Cordicollis instabilis franzi
  - Cordicollis instabilis geminipilis
  - Cordicollis instabilis instabilis
- Cordicollis litoralis
- Cordicollis notoxoides
- Cordicollis opaculus
- Cordicollis plagiostolus
- Cordicollis posticus
- Cordicollis rufescens
- Cordicollis turca